# Belek
Belek (în turcă Belek Turizm Merkezi, Centrul de Turism Belek) este o stațiune turistică din districtul Serik în provincia Antalya, Turcia.  Situată pe malul Mării Mediterane, este cunoscută pentru plajele sale, băile termale și terenurile de golf. Găzduiește în mod obișnuit evenimente sportive. În apropierea sa se află orașul grec antic Perga, amfiteatrul roman din Aspendos și Parcul național Köprülü Kanyon.

## Legături externe
- tr  Site-ul oficial

1. ↑   https://postakodu.ptt.gov.tr Lipsește sau este vid: |title= (ajutor)